# Locketina
Locketina là một chi nhện trong họ Linyphiidae.